# Coupe d'Afrique féminine de rugby à XV
La Coupe d'Afrique féminine de rugby à XV est une compétition continentale de rugby à XV qui oppose les meilleures équipes nationales féminines d'Afrique, organisée par Rugby Afrique.

## Palmarès
| Édition | Lieu | Vainqueur | Deuxième | Troisième | Quatrième | |
| ------- | --- | --- | --- | --- | --- | --- |
| 2019    | Brakpan, Afrique du Sud | Afrique du Sud | Kenya | Madagascar | Ouganda | |
| 2020    | Édition annulée en raison de la pandémie de Covid-19                                                                         | Édition annulée en raison de la pandémie de Covid-19                                                                         | Édition annulée en raison de la pandémie de Covid-19                                                                         | Édition annulée en raison de la pandémie de Covid-19                                                                         | Édition annulée en raison de la pandémie de Covid-19                                                                         | |
| 2021    | Pas de compétition en tant que telle, mais une série de test-matchs ainsi qu'un tournoi en Tunisie remporté par le pays hôte | Pas de compétition en tant que telle, mais une série de test-matchs ainsi qu'un tournoi en Tunisie remporté par le pays hôte | Pas de compétition en tant que telle, mais une série de test-matchs ainsi qu'un tournoi en Tunisie remporté par le pays hôte | Pas de compétition en tant que telle, mais une série de test-matchs ainsi qu'un tournoi en Tunisie remporté par le pays hôte | Pas de compétition en tant que telle, mais une série de test-matchs ainsi qu'un tournoi en Tunisie remporté par le pays hôte | Pas de compétition en tant que telle, mais une série de test-matchs ainsi qu'un tournoi en Tunisie remporté par le pays hôte |
| 2023    | Antananarivo, Madagascar | Afrique du Sud | Kenya | Madagascar | Cameroun | |
| 2024    | Antananarivo, Madagascar | Afrique du Sud | Madagascar | Kenya | Cameroun | |
| 2025    | Antananarivo, Madagascar | Afrique du Sud | Kenya | Ouganda | Madagascar | |